# Dodder
La rivière Dodder (en irlandais : An Dothra) est l'un des trois cours d’eau qui traversent la région de Dublin en Irlande. Les deux autres sont le fleuve la Liffey, dont la Dodder est le principal affluent, et la rivière Tolka.

## Géographie

### Le cours de la Dodder
La Dodder prend sa source sur le versant nord de la montagne Kippure dans les Montagnes de Wicklow. Il est alors formé de plusieurs ruisseaux, les Tromanallison, Brook Mareen, Rowan Brown, Cot et Slade Brooks qui se rejoignent dans la vallée de Glensmole pour approvisionner les deux réservoirs de Bohernabreena qui forment une partie importante du système d’adduction d’eau de l’agglomération dublinoise.
La Dodder s’écoule sur une longueur de 26 km. Il entre dans l'agglomération de Dublin par la ville de Tallaght puis traverse les quartiers de Firhouse, Rathfarnham, Templeogue, Rathgar,  Milltown, Clonskeagh,  Donnybrook, et Ballsbridge. Elle rejoint la Liffey près de Ringsend au Grand Canal Dock où il rejoint aussi le Grand Canal.
La Doddle est soumise à la marée à partir de Ballsbridge, à peu près à la hauteur du pont de  Lansdowne Road.

### Bassin versant
Le bassin versant de la Dodder est de 120,8 km2.